# Nolensstraat
De Nolensstraat is een straat in de Van Tijenbuurt en Dudokbuurt in de Amsterdamse wijk Geuzenveld en loopt van zuid naar noord van de De Savornin Lohmanstraat naar de Sam van Houtenstraat.

## Geschiedenis
De straat is bij een raadsbesluit van 11 december 1953 vernoemd naar Willem Hubert Nolens, een Nederlands geestelijke en politicus van de RKSP. De straat werd aangelegd in 1957 en begon oorspronkelijk bij het Dudok de Withof en de Van Karnebeekstraat bij een daar aanwezige rolschaatsbaan.
De straat eindigt bij de Sam van Houtenstraat bij een tankstation aan de oostzijde.

### Oostzijde
Sinds de grootschalige stadsvernieuwing rond 2006-2008 is de straat onderbroken tussen de Van Karnebeekstraat en de Savornin Lohmanstraat, hier 
ligt nu de Andriesenstraat. Aan deze kant van de straat stonden de door Willem van Tijen ontworpen portiekflats uit 1957 met op de noordhoeken een vijftal winkels die echter op het laatst niet meer als zodanig werden gebruikt maar een andere bestemming hadden. Op de zuidhoeken bevonden zich een drietal oorspronkelijk voor bejaarden bedoelde lage woningen. Een tweetal doodlopende zijstraten richting Troelstralaan en een zijstraat die overgaat in de Nicolaas Ruychaverstraat hebben eveneens de naam Nolensstraat met ook tot 2022  portiekflat van Van Tijen. In tegenstelling tot de andere flats van Van Tijen in de wijk, die rond 2006-2008 werden gesloopt en vervangen door nieuwbouw, stonden deze er bijna 65 jaar. Door de crisis in de bouw werd de voorziene sloop en nieuwbouw of mogelijke renovatie steeds uitgesteld. In 2018 werd alsnog tot sloop en nieuwbouw besloten en uiteindelijk in 2022 begonnen.
Na de portiekflats van Van Tijen sluit aan de oostzijde het Lambertus Zijlplein op de straat aan, gedomineerd door de Geuzenveldflat met een onderdoorgang van de Nolensstraat naar het Lambertus Zijplein. Een kleine zijstraat tegenover de Strackéstraat heeft ook de naam Nolensstraat. Aan de noordzijde van de straat bevindt zich het nieuwbouwproject Geuzenbaan.

### Westzijde
Aan de westzijde van de straat staan de door Willem Dudok ontworpen Dudokhaken; dit zijn eveneens portiekflats uit rond 1957, die echter in tegenstelling tot de flats van Van Teijen volledig zijn gerenoveerd. Hier sluiten het Mendes da Costahof, de Goeman Borgesiusstraat, Leenhofstraat en de Strackéstraat aan op de straat met eveneens voornamelijk portiekflats van Willem Dudok.

## Openbaar vervoer
In de straat zelf is geen openbaar vervoer aanwezig. Aan de zuidzijde van de straat, bij de De Savornin Lohmanstraat, bevindt zich sinds 1958 het beginpunt van bus 21, sinds 2025 een van de beginpunten, die als uitstaphalte de Nolensstraat heeft. Ten oosten van de straat, achter de Geuzenveldflat op het Lambertus Zijlplein, bevindt zich sinds 1974 het eindpunt van tram 13.    